# Joachim Rossihnius
Joachim Rossihnius (auch Rossinius, Roschinius, Rossichnius, Rosinus, Rossenius, * ca. 1600, vermutlich in oder bei Stargard; † wahrscheinlich 1645 in Kodavere) war ein aus Deutschland eingewanderter Pastor und Verfasser von geistlichen Schriften in Estland.

## Biographie
Rossihnius stammte aus Pommern und wurde 1614 an der Viadrina in Frankfurt (Oder) immatrikuliert. Da er „noch zu jung war, um den bei der Immatriculation erforderlichen Eid zu leisten“, hat man ein Geburtsjahr um 1600 angenommen. Über die Dauer seines Studiums, einen Abschluss und seine Tätigkeit in den Jahren bis 1622 ist nichts bekannt.
1622 wurde er zum Pastor in Vigala, im damaligen Herzogtum Estland, das zu Schweden gehörte und im nordestnischen Sprachgebiet liegt, berufen. Das Gebiet war nach dem Zerfall des Livländischen Ordensstaates (1561) jedoch jahrzehntelang Zankapfel zwischen Schweden, Russland und Polen gewesen, und in den Jahren 1621 bis 1625 herrschte wieder einmal Krieg zwischen Schweden und Polen. Es ist nicht bekannt, wie lange Rossihnius in Vigala, das nahe an der Grenze zum (polnischen) Livland lag, verblieb, jedenfalls befand er sich 1625, als das schwedische Heer unter der Führung von Jakob De la Gardie nach Tartu zog, als Feldprediger in den Reihen der schwedischen Armee.
Nach dem siegreichen Einzug der Schweden in Tartu hielt Rossihnius eine Predigt in der Marienkirche, „nachdem sie von den Jesuiten geräumet worden.“ Ab 1626 war er offiziell Pastor in Tartu, ab 1631 in Sangaste, das wie Tartu ebenfalls im südestnischen Sprachgebiet liegt. Hier war er bis 1642, danach eine Weile ohne Stellung. 1644 wurde er als Pastor in Kodavere bestätigt, wo er indes bereits im folgenden Jahr verstarb.

## Literarische Tätigkeit
Obwohl Rossihnius bei seiner Ankunft in Estland der Landessprache kaum mächtig gewesen sein wird, muss er relativ schnell Estnisch gelernt haben. Da zu seiner Zeit kaum gedruckte estnischsprachige Hilfsmittel für die kirchliche Arbeit vorlagen, erstellte er zwei estnische Handbücher, die zu den frühesten estnischen Drucken überhaupt zählen. Beide wurden im Jahre 1632 in Riga gedruckt.

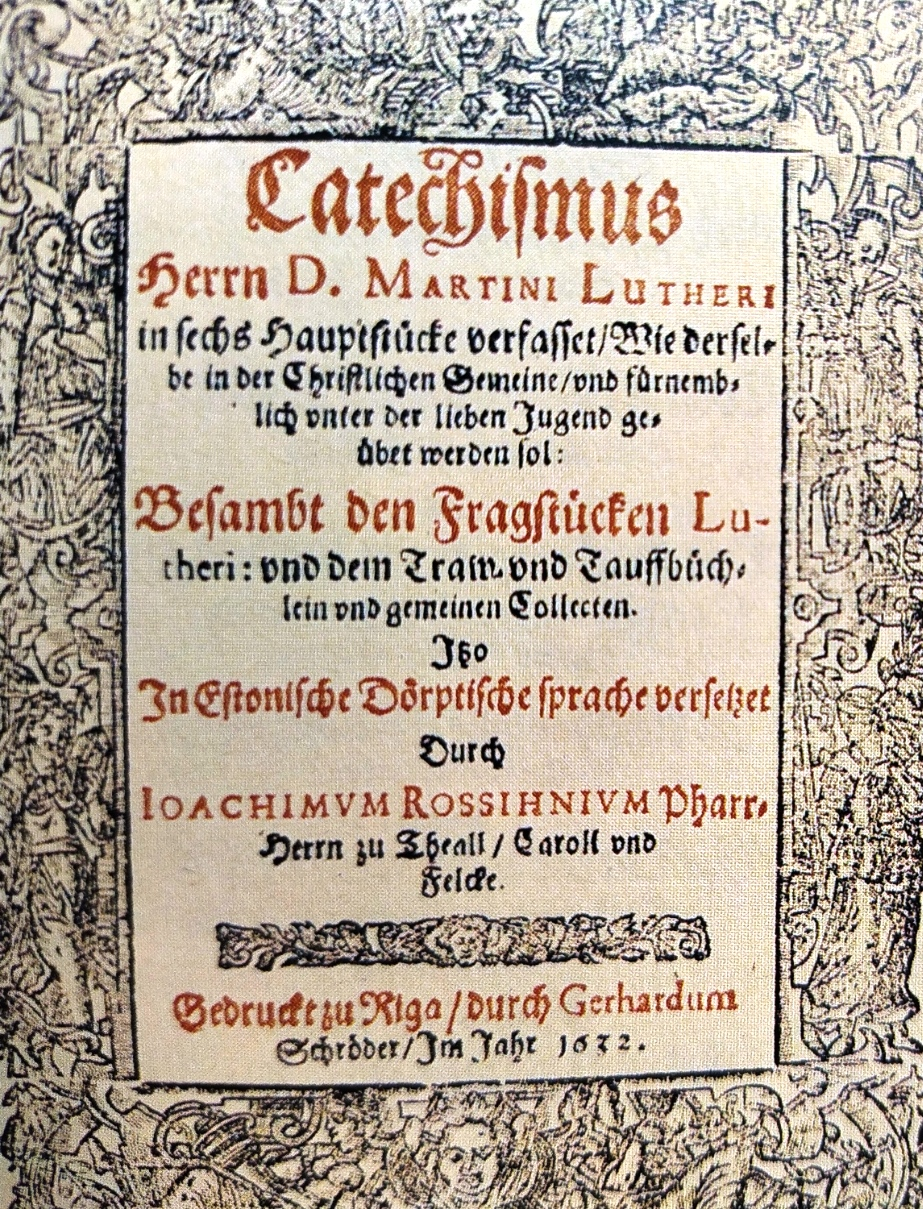
Titelseite des Catechismus von 1632

Sein Catechismus Herrn D. Martini Lutheri ist zweisprachig – Deutsch und Südestnisch in zwei Spalten – abgefasst und umfasst 86 Seiten. Es ist angenommen worden, dass Rossihnius nicht selbst der Übersetzer aus dem Deutschen war, sondern sich auf nordestnische Texte stützte – u. a. von Heinrich Stahl bzw. Stahell und Georg Müller – und lediglich auf deren Grundlage eine südestnische Version erstellte. Dabei konzentrierte er sich vornehmlich auf Veränderungen im Bereich des Wortschatzes, wobei die spätere Forschung festgestellt hat, dass dies nur uneinheitlich geschehen ist und sein Text sowohl südestnische als auch nordestnische Elemente enthält.

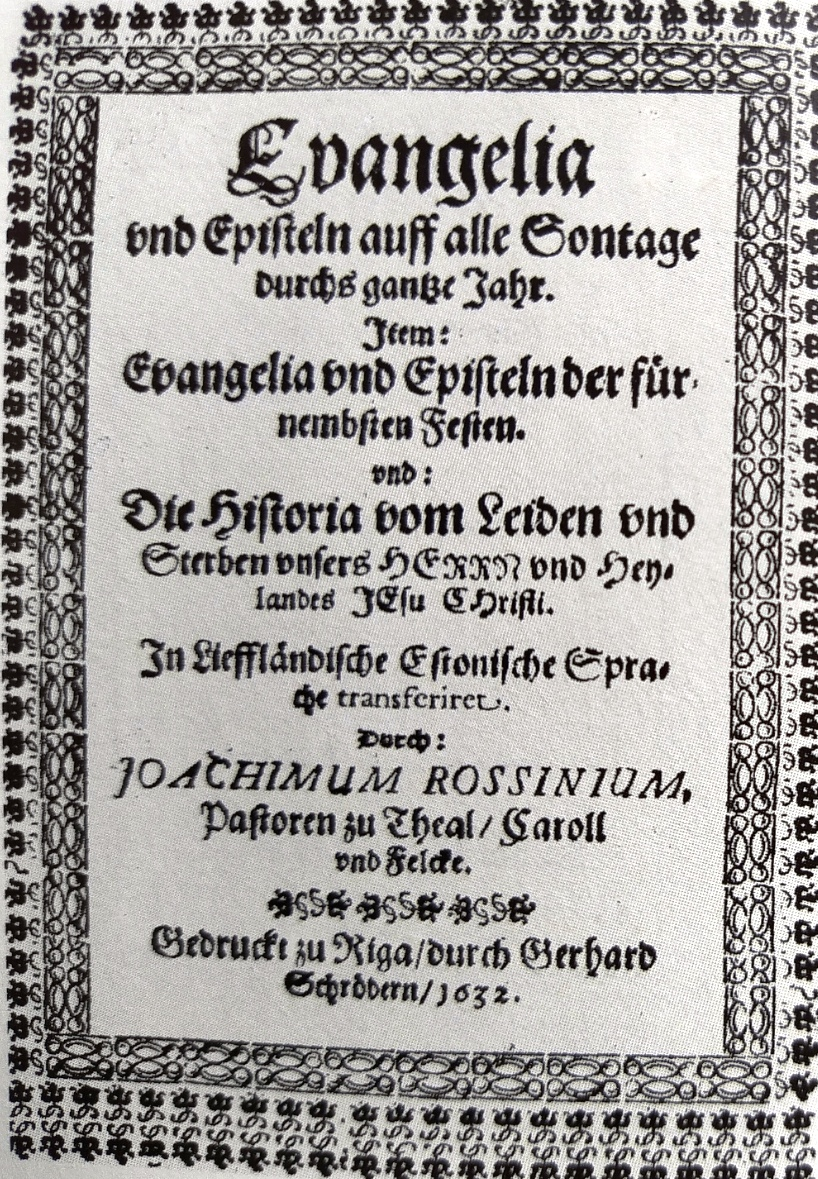
Titelseite der Evangelia und Episteln von 1632

Das Buch Evangelia und Episteln ist 200 Seiten stark und trotz seines deutschen Titels rein estnischsprachig, sieht man von den deutschen Zwischenüberschriften ab. Damit ist es der erste estnische Druck überhaupt, der keinen deutschen Paralleltext aufweist. Zudem bildet es allein schon durch seinen Umfang ein bedeutendes Sprachdenkmal. Gemeinsam mit dem ebenfalls 1632 erschienenen 1. Teil von Stahells Hand und Hauszbuchs steht Rossihnius’ Buch am Beginn des estnischen Schrifttums.
Da Rossihnius’ Bücher zeitweise verschollen waren und nur wenige Exemplare erhalten sind, wurden beide Texte gemeinsam 1898 in einem Band neu herausgegeben und damit der Forschung zugänglich gemacht.